# Proceratium longigaster
Proceratium longigaster är en myrart som beskrevs av Vladimir Aphanasjevich Karavaiev 1935. Proceratium longigaster ingår i släktet Proceratium och familjen myror. Inga underarter finns listade i Catalogue of Life.